# Smögen
Smögen est une localité de la commune de Sotenäs dans le comté de Västra Götaland en Suède.
Sa population était de 1307 habitants en 2019.

## Personnalités nées à Smögen
- Lias Andersson, joueur de hockey sur glace